# Air Arabia Jordan
A Air Arabia Jordan era uma companhia aérea de baixo custo com sede na Jordânia. A companhia aérea foi uma joint venture entre o Grupo RUM na Jordânia e a Air Arabia e foi a primeira companhia aérea de baixo custo com base na Jordânia.

## História
Em janeiro de 2015, a Air Arabia anunciou a aquisição de 49% do capital da operadora jordaniana Petra Airlines. O principal acionista da Petra Airlines, o Grupo RUM, mantém uma participação de 51% na companhia aérea, que foi rebatizada como Air Arabia Jordan no início de 2015. Opera 2 aeronaves Airbus A320 e há planos para desenvolver um novo hub em Amã.
A Air Arabia Jordan encerrou o serviço programado em novembro de 2017 e mudou para as operações de fretamento. e a companhia aérea cessou completamente as operações em abril de 2018.

## Frota
A frota da Air Arabia Jordan consistia nas seguintes aeronaves (Agosto de 2017):
| Aeronaves       | Em Serviço | Ordens | Passageiros |
| --------------- | ---------- | ------ | ----------- |
| Airbus A320-200 | 2          | –      | 168         |
| Total           | 2          | 0      |             |